# Suffasia mahasumana
Suffasia mahasumana là một loài nhện trong họ Zodariidae.
Loài này thuộc chi Suffasia. Suffasia mahasumana được Benjamin & Rudy Jocqué miêu tả năm 2000.